# Doingt Communal Cemetery Extension
Doingt Communal Cemetery Extension is een begraafplaats gelegen in de Franse plaats Doingt (Somme). De militaire graven worden onderhouden door de Commonwealth War Graves Commission.
De begraafplaats telt 418 geïdentificeerde Gemenebest graven, waarvan 416 uit de Eerste Wereldoorlog en 2 uit de Tweede Wereldoorlog.